# Eugenio Salvarani
Eugenio Salvarani (Reggio Emilia, 1º gennaio 1925 – Etiopia, ottobre 1967) è stato un architetto e urbanista italiano, presidente del Comitato Regionale per la Programmazione Economica dell'Emilia Romagna.

## Biografia
Nato da una famiglia della borghesia liberale Eugenio frequentò in giovane età gli ambienti dell’associazionismo cattolico, vicino a figure come Giuseppe ed Ermanno Dossetti, Enea Manfredini, Fulvio Lari, divenendo vicepresidente regionale dei giovani dell’Azione Cattolica. Conclusi gli studi liceali, si iscrisse alla Facoltà di Architettura del Politecnico di Milano. In quel primissimo dopoguerra Salvarani si allontanò dal mondo cattolico per avvicinarsi alla sinistra socialista (complice il clima di ritrovata libertà e vivacità culturale), iscrivendosi al Psi. A Milano Salvarani partecipa alle ricerche socio-demografiche per la redazione del piano di Milano con Franco Albini, utilizzate poi in seguito da Diotallevi e Marescotti per la pubblicazione nel 1948 de "Il problema sociale, costruttivo ed economico dell'abitazione".

### Cooperativa Architetti e Ingegneri di Reggio Emilia
Salvarani appare sempre più convinto dell’inscindibilità della professione dell’architetto e dell’impegno sociale e culturale. Individua nel lavoro di gruppo (anche a seguito dei contatti e della fiducia ispirata dal movimento cooperativo) la giusta dimensione per svolgere la professione con responsabilità. 
“Per quanto ne so l’idea dello studio associato, della interprofessionalità, è stata di Eugenio Salvarani”
La professione dell’architetto, che fino ad allora si era manifestata in forma individuale, poteva essere organizzata: l’idea fu rivoluzionaria.
Nacque nel 1947 lo Studio Cooperativo di Costruzioni Civili, dal 1952 Cooperativa Architetti e Ingegneri di Reggio Emilia, soci Eugenio Salvarani, Osvaldo Piacentini, Antonio Pastorini, Franco Valli, Aldo Ligabue, Silvano Gasparini, Athos Porta, Antonio Rossi, Ennio Barbieri. La laurea di Salvarani avvenne a Venezia, trasferitosi allo IUAV alla ricerca di una facoltà meno accademica, con una tesi di progettazione di un edificio pluripiano in Piazza Tricolore a Reggio Emilia, di fronte al cosiddetto “grattacielo”. Tra i progetti non realizzati della Cooperativa nei primi anni del suo operato ricordiamo il progetto per l’isolato San Rocco, elogiato da Bruno Zevi  che definì questo un “gruppo di eccellenti professionisti” e un’”occasione perduta” la scelta di affidare il progetto ad un altro progettista, il progetto vincitore al concorso nazionale per il quartiere pisano dei dipendenti della società Saint Gobain, e il progetto della Sede Nazionale della Lega delle Cooperative in via Guattani a Roma.

### Attività da libero professionista e collaborazioni
Nel 1956 Salvarani e Pastorini lasciano la Cooperativa, iniziando un sodalizio professionale che porterà alla realizzazione dello stabilimento Max Mara (oggi Collezione Maramotti), il complesso di edifici nel viale della stazione (uno dei quali progettato con Valeriano Pastor), il Palazzo Caminati e il Palazzo di Vetro in piazza Cavour. L’attività professionale in quegli anni si affiancò all’impegno accademico come assistente alla cattedra di Composizione Architettonica con Giuseppe Samonà allo IUAV di Venezia, e all’impegno politico nel partito socialista. Salvarani si occupò poi del progetto di variante dell’Ospedale Santa Maria Nuova con Enea Manfredini e della direzione lavori, e del Progetto di Villa Galaverni con Valeriano Pastor, sintesi di complessità spaziale e articolazione volumetrica, pubblicata su Casabella Continuità di Ernesto Nathan Rogers.

### L'attività urbanistica e l'esperienza da programmatore
Impegnato nella realizzazione di diversi piani regolatori (Reggio Emilia, come segretario della Commissione Urbanistica), poi Guastalla, Novellara, Mira, Spinea) e diede un contributo tuttora di grande attualità attraverso il progetto per Piano Regolatore di Venezia, formulato insieme ad Amati, Pastor, Pastorini, Bernardo, Clauser e Tentori, che vinse il primo premio al concorso nel 1957. Nello stesso anno Salvarani divenne membro dell’Istituto Nazionale di Urbanistica, affrontando in questo ruolo temi importanti in materia di pianificazione con uno spirito coraggioso e pionieristico. Si occupò con impegno e passione del tema della viabilità e dei trasporti, affrontando il problema dell'idrovia padana attraverso il progetto di una rete di trasporto fluviale per il nord Italia alternativa al trasporto su gomma, del piano del porto lagunare di Comacchio con la conversione delle valli in zona lagunare, della rete di trasporto fluviale per il nord Italia alternativa al trasporto su gomma, del collegamento idroviario tra l'Adriatico e il Danubio, su commissione del governo jugoslavo.
All'inizio degli anni sessanta gli ambienti politici iniziarono a credere nell'impostazione programmatoria per affrontare i problemi del Paese. Impostazione che Salvarani sostenne in convegni e interventi sulla stampa (Mondo Operaio, Tempi Nuovi) fin dal 1956. Nel quadro di questo acceso dibattito politico nel 1965 assunse il ruolo di presidente del Comitato Regionale per la Programmazione Economica dell'Emilia Romagna, organo rappresentativo del Ministero del Bilancio e della Programmazione Economica, da cui sarebbe sorta la Regione, dove affronta il rapporto tra pianificazione e democrazia. In quegli anni Salvarani visitò il Laboratorio Nazionale di Brookhaven (BNL), il Massachusetts Institute of Technology (MIT) di Boston, il Centro Europeo per la Ricerca Nucleare (CERN) di Ginevra con l’intenzione di creare in Emilia un centro nazionale di ricerca al servizio di università e sistema produttivo.

### L'esperienza di pianificazione in Africa
Costituisce e presiede la Sepitalia (Società per l’Economia Pianificata), con la quale presenta un progetto finanziato dalla Banca Mondiale per il riassetto territoriale di una valle in Etiopia, e la Sonditalia che si occupava di indagini geotecniche. Il progetto etiope aveva grande rilevanza per le potenzialità sociali e politiche in esso contenute, che furono accolte dal principe illuminato Daniel Abebe, genero del ministro dell’interno etiope.
Il programma di riassetto territoriale della valle del fiume Awash non si occupava soltanto degli aspetti tecnici ed idraulici, ma assumeva rilevanza per le grandi potenzialità sociali e politiche, suggerendo l’istituzione di un censimento catastale delle proprietà agrarie e proponendo di attivare una scuola per formare tecnici e scienziati etiopici per assicurare la futura autonomia della ricerca e della progettazione di opere pubbliche in quel paese, allora completamente dipendente da società straniere.

### Morte
Eugenio Salvarani morì nel 1967 a 42 anni, durante il viaggio di presentazione della relazione di progetto definitiva per lo sviluppo della valle del fiume Awash: l’aereo sul quale viaggiava per recarsi da Addis Abeba ad Asmara insieme al principe Daniel Abebe, scomparve misteriosamente.